# Kisraja
Kisraja (arab. قصرايا) – wieś w Syrii, w muhafazie Hama. W 2004 roku liczyła 982 mieszkańców.